# US Métro (escrime)
 (janvier 2025).
Si vous disposez d'ouvrages ou d'articles de référence ou si vous connaissez des sites web de qualité traitant du thème abordé ici, merci de compléter l'article en donnant les références utiles à sa vérifiabilité et en les liant à la section « Notes et références ».
Pour les articles homonymes, voir Union sportive métropolitaine des transports et US Métro.
L'US Métro Escrime est une section de l'Union sportive métropolitaine des transports l’association sportive de la RATP.
La section été fondée en 1928. Le club est installé dans le XIIe arrondissement de Paris.
Dès les années 50 l'US Métro s'est retrouvée sur le devant de la scène de l’escrime grâce aux résultats de ses tireurs. Edouard Artiguas a été champion Olympique à l’épée par équipe en 1948 et champion du monde à l’épée en 1947, et Renée Garilhe championne du monde au fleuret en 1951 et médaillée de bronze aux Jeux Olympiques en 1956.
Le club, sous l'impulsion du maître d'armes Raymond Auger, s’est ensuite spécialisé dans la pratique du sabre.
Le palmarès du club est un des plus beaux du sabre français. Depuis 1983, les sabreurs de l'US Métro n'ont plus quitté le podium des Championnats de France par équipe, récoltant au passage trois titres de champions en 1986, 1987 et 1988.
L'école de sabre de la section a formé quelques-uns des meilleurs sabreurs français des vingt dernières années. L'élève le plus illustre est Jean-Philippe Daurelle, double champion du monde par équipe et médaillé olympique. Elle a fourni un très grand nombre de tireurs aux différentes équipes nationales.
Depuis 2006, le club s'est lancé dans l'escrime handisport.

## Palmarès du club

### Sabre masculin
- Champion de France sabre par équipe senior en 1986 – 1987 – 1988
- Vice-champion de France sabre par équipe senior en 1989 à 1993, 1995, 2003, 2007
- 3e des Championnats de France sabre par équipe senior en 1983, 1985, 1994, de 1996 à 2002 et de 2004 à 2006
- Champion de France sabre par équipe junior en 1995
- Vice-champion de France sabre par équipe senior en 1994 et 1996

### Sabre féminin
- Champion de France sabre par équipe senior en 2006 et 2007
- Vice-champion de France sabre par équipe senior en 2004, 2009, 2011
- 3e des Championnats de France sabre par équipe senior en 2002, 2008 et 2013
- Vice-champion de France sabre par équipe junior en 2005
- Championnes de France par équipe Junior en 2009, 2010 et 2013
- médaille de bronze à la Coupe d'Europe des clubs champions 2007

## Principaux escrimeurs
Sabre
- Jean-Philippe Daurelle (actuel entraineur de l'Équipe de France de sabre femme)
- Hervé Charron (ancien entraineur adjoint de l'Équipe de France de sabre homme)
- Hervé Bidard
- Franck Ducheix
- Grégoire Moreno
- Raphaël Gilmas
- Olivier Baudelot
- Mohamed Rebaï (Champion d'Afrique 2001, 2002, 2003, 2004, 2005, 2006 et 2007)
- Azza Besbes (Championne d'Afrique 2006, 2008, 2009, 2011, 2012 et 2013 ; 7e aux Jeux Olympiques d'été 2008)
- Hela Besbes (Championne d'Afrique 2007 ; Championne Arabe 2006 et 2007)
- Maha El Guindou (Championne de France 2002)
- Cécile Argiolas (Championne du Monde sabre féminin par équipe 2006)
- Ève Pouteil-Noble

Épée et Fleuret
- Édouard Artigas
- Renée Garilhe